# بتن حجیم
دلایل بسیاری وجود دارد که باعث می‌گردد صنعت بتن ادامه پیدا نکند. یکی از این دلایل مقدار بسیار زیاد مواد خامی است، که در حال مصرف شدن است، ثانیاً ماده اصلی موجود در بتن، سیمان پرتلند است که محصولات تولید شده توسط آن به عنوان یک کمک کننده عمده برای گازهای منتشر شده در گلخانه‌هااست، و در گرم کردن کره زمین و تغییر آب و هوای آن نقش دارند، و ثالثاً خیلی از سازه‌های بتنی از دوام و پایداری لازمی که موجب بهره‌وری منابع صنعتی می‌شود، برخوردار نیستند. به دلیل اینکه این ماده (سیمان پرتلند)دارای خاکستر بادی است و به این سه مسئله اشاره می‌کند، تصویب آن صنعت بتن را پایدارتر می‌سازد.

## خاکستر بادی
خاکستر بادی یک محصول فرعی مهم از نیروگاه‌های سوخت زغال سنگ می‌باشد، که به خوبی به عنوان یک ماده پوزولانی یا به عنوان یک جز از مخلوط سیمان پرتلند یا به عنوان مواد افزودنی معدنی در بتن استفاده می‌شود. در بُعد تجاری، دوزهای خاکستر بادی به ۱۵٪ تا-۲۰٪ از جرم کل مواد سیمانی محدود می‌شود. معمولاً این مقدار از خاکستر بادی دارای اثرات مفیدی در اقتصاد، وکارآمدی و هزینه بتن می‌باشد، اما برای افزایش دوام در مقابل حمله سولفونات، گسترش سیلیس قلیایی و ترک‌های حرارتی کافی نیست.
برای این منظور مقادیر بزرگتر از خاکستر بادی ٪۲۵-٪۳۵ استفاده می‌شود.
اگر چه ۲۵٪ -۳۵٪ از جرم مواد سیمانی بسیار بالاتر از ۱۵٪-%۲۰ است، اما به اندازه کافی برای طبقه‌بندی مخلوط به عنوان بتن کافی نمی‌باشد.

با توجه به تحقیقات انجام شده با جایگزینی ۵۰٪ یا بیشتر خاکستر بادی با سیمان، تولید یک مخلوط بتن با کارایی بالا و پایداری بیشتر امکان‌پذیر می‌باشد، که نشان دهنده کارایی بالا و استحکام فوق‌العاده و دوام بسیار بالا خواهد بود.

## مشخصات
- دراین حالت بایستی مقدار حداقلی ۵۰٪ خاکستر بادی نسبت به جرم مواد سیمانی حفظ شود.
- مقدار آب کمتر، معمولاً کمتر از kg/m3 ۱۳۰ الزامی می‌باشد.
- مقدار سیمان معمولاً کمتر از ۲۰۰ kg/m3 نیاز می‌باشد.
- برای مخلوط‌های بتن با مقاومت فشاری مخصوص ۲۸ روزه ۳۰Mpa یا بیشتر، اسلامپ بیشتر از ۱۵۰mm و آب به نسبت مواد سیمانی ۰٫۳۰ و استفاده از فوق روان‌کننده بتن با رنج وسیعی از کاهنده آب الزامی می‌باشد.
- در نتیجه استفاده کردن از ماده افزودنی حباب ساز بتن پارامتر فضای مناسب میان حباب‌های هوا برای بتن‌های در معرض محیط‌های ذوب و انجماد، قابل تغییر می‌باشد.
- برای مخلوط‌های بتن با اسلامپ کمتر از ۱۵۰mm و مقاومت فشاری ۲۸ روزه کمتر از ۳۰Mpa، مخلوط‌های بتن با نسبت آب به مواد سیمانی ۰٫۴۰ نیازی به فوق روان‌کننده بتن نمی‌باشد.

نیروی انسانی مورد استفاده در ساخت بتنجیم، علاوه بر صلاحیت عمومی بایستی در عملیات بتنی دانش و تجربه کافی داشته باشد.